# Bídzina Kvérnadze
Bidzina Kvernadze (en georgià: ბიძინა კვერნაძე; Sighnaghi (Kakhètia), 29 de juliol, 1928 - Tbilisi, 8 de juliol, 2010), va ser un compositor georgià de música clàssica.

## Biografia
Kvérnadze va ingressar el 1948 al Conservatori Estatal de Tbilisi, a la classe de composició amb Andrei Balantxivadze, i s’hi va graduar el 1953. Des del 1963, va impartir classes de composició i instrumentació al mateix conservatori. Fou nomenat professor el 1988 i cap de la càtedra de composició el 1995. El seu repertori inclou òperes, poemes simfònics, concerts instruments i música per teatre i cinema. La seva música de ballet va passar a formar part de la cultura georgiana.
També va ser el compositor de música de cinema en més de 30 pel·lícules, per exemple juntament amb Djànsug Kakhidze a Data Tutashchia basada en la novel·la homònima de Chabua Amiredzhibi. També va compondre música de teatre per a actuacions com Tschintschraka, Kwarkware, I See the Sun i A Midsummer Night's Dream.
Ha rebut nombrosos premis pels seus treballs i èxits, com ara el premi Zakària Paliàixvili el 1981 i el premi estatal Xota Rustaveli el 1985. A més, va rebre l'Ordre d'Honor de Geòrgia el 1988. També va ser elegit ciutadà honorari de Tbilisi el 1996.

## Filmografia
- 1976: Baum der Wünsche